# Ismael Kipngetich Kombich

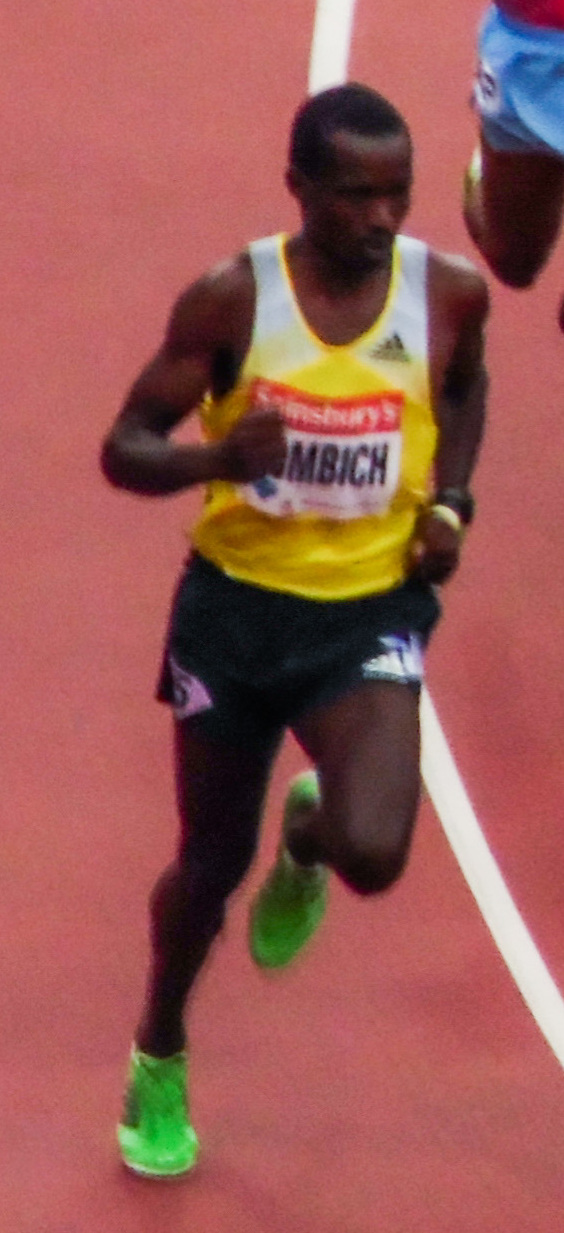
Ismael Kipngetich Kombich

Ismael Kipngetich Kombich (* 16. Januar 1985) ist ein kenianischer Mittelstreckenläufer.
2006 wurde er bei den Commonwealth Games in Melbourne Sechster über 1500 m und bei den Leichtathletik-Afrikameisterschaften in Bambous Siebter über 800 m.
Am 24. August 2006 stellte er zusammen mit William Yiampoy, Joseph Mwengi Mutua und Wilfred Bungei in Brüssel den aktuellen Weltrekord im 4-mal-800-Meter-Staffellauf auf (7:02,43 min).

## Persönliche Bestzeiten
- 800 m: 1:44,24 min, 11. Juli 2006, Lausanne
  - Halle: 1:46,59 min, 23. Februar 2007, Chemnitz
- 1500 m: 3:40,68 min, 4. März 2006, Melbourne